# Marquesado de Baides
El marquesado de Baides es un título nobiliario español creado por Felipe IV el 20 de diciembre de 1621 a favor de Diego López de Zúñiga y Velasco, señor de la villa de Baides, situada en la provincia de Guadalajara y comendador de Biedma en la Orden de Santiago.

## Marqueses de Baides
|                                 | Titular                                               | Periodo                |
| Creación por Felipe IV          | Creación por Felipe IV                                | Creación por Felipe IV |
| ------------------------------- | ----------------------------------------------------- | ---------------------- |
| I                               | Diego López de Zúñiga y Velasco                       | 1621-                  |
| II                              | Francisco López de Zúñiga y Zúñiga                    |                        |
| III                             | Diego López de Zúñiga y Padilla                       |                        |
| IV                              | Francisco López de Zúñiga y Padilla                   | -1656                  |
| V                               | Francisco López de Zúñiga y Salazar                   | 1656-                  |
| VI                              | María Luisa de Zúñiga y Fernández-Dávila              |                        |
| VII                             | María Leonor Dávila y Zúñiga                          | 1649-1749              |
| VIII                            | Ana María Sarmiento de Velasco y Fernández de Córdoba | 1749-1770              |
| IX                              | José María Fernández de Córdoba y Sarmiento           | 1770-1806              |
| X                               | Juana Fernández de Córdoba y Fernández de Villarroel  | 1806-1808              |
| XI                              | Cayetano de Silva y Fernández de Córdoba              | 1808-1865              |
| Rehabilitación por Alfonso XIII |                                                       |                        |
| XII                             | María de los Dolores de Finat y Carvajal              | 1919-1944              |
| XIII                            | Miguel Valeriano y Finat                              | 1950-1997              |
| XIV                             | María de los Dolores Valeriano y Márquez              | 1988-                  |

## Historia de los marqueses de Baides

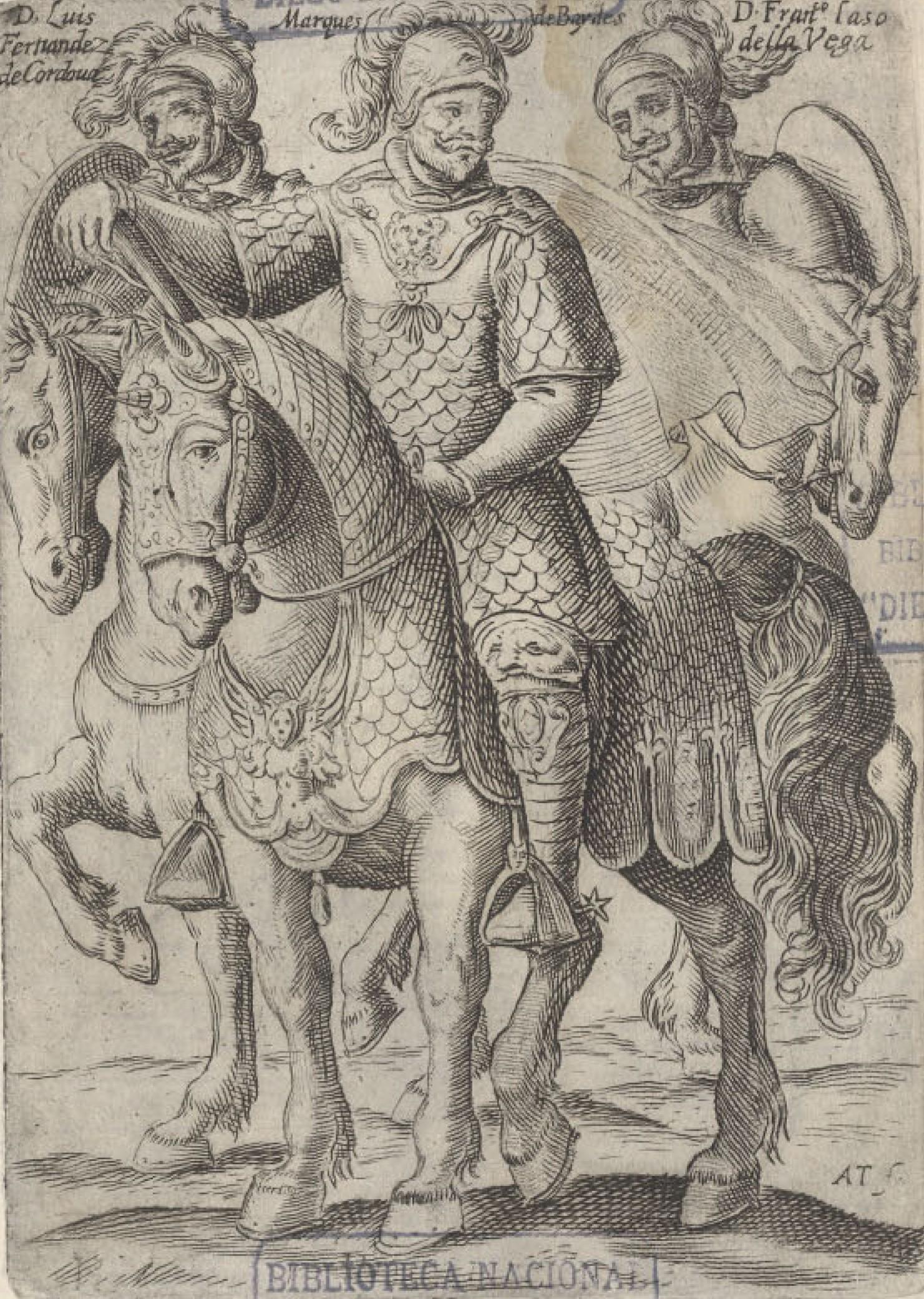
Al centro el IV marqués de Baides y gobernador de Chile, según el padre Alonso de Ovalle

- Diego López de Zúñiga y Velasco, I marqués de Baides,[1] comendador de Biedma en la Orden de Santiago, Mayordomo de la Reina.[2]

Casó con Juana de Zúñiga y de la Cerda, hija de Diego de Zúñiga, abad de Parraces.
- Francisco López de Zúñiga y Zúñiga (Pedrosa del Rey, Valladolid, 4 de octubre de 1567 - ), II marqués de Baides, caballero de la Orden de Santiago, Gentilhombre de la Boca del Rey.

Casó con María de Meneses y Padilla, hija de Cosme de Meneses y Lorenza Manrique.
Contrajo matrimonio con Ana Girón de Menchaca, hija de Juan de Menchaca y Girón, y de Mariana de Obregón y Peralta.
Contrajo cuarto matrimonio con Catalina Manrique, hija de Bernardino Manrique de Lara, VI señor de las Amayuelas, y de Antonia del Águila.
- Diego López de Zúñiga y Meneses (b. Pedrosa del Rey, 5 de agosto de 1593-), III marqués de Baides. Murió sin sucesión.[2]

- Francisco López de Zúñiga y Meneses (Pedrosa del Rey, 27 de agosto de 1599 - Cádiz, 19 de septiembre de 1656), IV marqués de Baides, gobernador de Chile y capitán general del reino de Chile (1639-1646), caballero de la Orden de Santiago, presidente de la Real Audiencia de Chile.

Casó con María de Salazar y Coca.
- Francisco López de Zúñiga y Salazar (Lima, 26 de abril de 1639-), V marqués de Baides, comendador de Montemolín en la Orden de Santiago.

Casó con Francisca Josefa Dávila y Fernández de Córdoba (-Madrid, 21 de agosto de 1705), II marquesa de Arcicóllar, hija de Francisco Fernández Dávila, caballero de la Orden de Santiago, Familiar del Santo Oficio de la Inquisición en Perú y de Luisa Fernández de Córdoba y Santillán, I marquesa de Arcicóllar.
- María Luisa López de Zúñiga y Dávila (-Madrid, 22 de abril de 1698), VI marquesa de Baides.[4]

Casó en Madrid el 22 de enero de 1679 con Francisco Melchor Dávila y Zúñiga (-Madrid, 20 de noviembre de 1695), III marqués de la Puebla de Ovando, VIII marqués de Loriana.
- María Leonor Dávila y Zúñiga (Madrid 2 de octubre de 1684-Madrid, 24 de octubre de 1749), VII marquesa de Baides, IV marquesa de Arcicóllar, X marquesa de Loriana, V marquesa de la Puebla de Ovando, III marquesa de Valero.[4]

Casó en Madrid el 23 de noviembre de 1702 con José Francisco Sarmiento de Sotomayor y Velasco (Madrid, 12 de agosto de 1681-Madrid, 21 de diciembre de 1725), V conde de Salvatierra, V conde de Pie de Concha, V marqués de Sobroso.
- Ana María Sarmiento de Velasco y Fernández de Córdoba (20 de mayo de 1725-18 de febrero de 1770), VIII marquesa de Baides, VI condesa de Salvatierra, grande de España; XI marquesa de Loriana, VI marquesa de la Puebla de Ovando, VII marquesa de Sobroso, IX marquesa de Valero.[5]

Casó en Madrid el 24 de junio de 1739 con Juan de Mata Fernández de Córdoba y Spínola (Madrid, 26 de enero de 1723-Madrid, 3 de octubre de 1777), comendador de Estriana en la Orden de Santiago, alférez de Reales Guardias Españolas, Gentilhombre de Cámara, hijo de Nicolás Fernández de Córdoba y de la Cerda, X duque de Medinaceli, y de Jerónima Spínola y de la Cerda.
- José María Fernández de Córdoba y Sarmiento (Madrid, 23 de noviembre de 1747-Madrid, 12 de septiembre de 1806), IX marqués de Baides, VII conde de Salvatierra, grande de España; VIII marqués de Sobroso, XII marqués de Loriana, VII marqués de la Puebla de Ovando, IX marqués de Jódar, X marqués de Valero.[7]

Contrajo primer matrimonio en Madrid el 2 de octubre de 1768 con Sinforosa González de Castejón y Silva (1755-Madrid, 21 de noviembre de 1773), hija de Manuel González de Castejón y Dávila, V marqués de Gramosa, grande de España, conde de Coruña, marqués de Velamazán, y de Bernarda de Silva y Rabatta.
Contrajo segundo matrimonio en Madrid el 9 de febrero de 1774 con María Antonia Fernández de Villarroel y Villacís (Madrid, 14 de septiembre de 1742-Madrid 18 de mayo de 1807), hija de Pedro Antonio Fernández de Villarroel y Vargas-Manrique de Valencia, V marqués de San Vicente del Barco, grande de España; IV marqués de Fuentehoyuelo, VI marqués de Ciadoncha y de María Micaela de Villacís y de la Cueva.
- Juana Nepomucena Fernández de Córdoba y Villarroel (Madrid, 6 de julio de 1785-Madrid, 25 de mayo de 1808), X marquesa de Baides, IX marquesa de Sobroso, VIII condesa de Salvatierra, grande de España; XIII marquesa de Loriana, VIII marquesa de la Puebla de Ovando, X marquesa de Jódar, IX marquesa de Valero.[8]

Casó en Madrid el 9 de agosto de 1801 con José Rafael de Silva y Palafox (Madrid, 28 de marzo de 1776-Madrid, 16 de septiembre de 1863) XII duque de Híjar, XV duque de Lécera, IX duque de Almazán, X duque de Bournonville, XV Duque de Aliaga, XIV conde de Aranda, XIII conde de Palma del Río, siete veces grande de España; X marqués de Orani, XV marqués de Almenara, XV marqués de Montesclaros, IX marqués de las Torres, IX marqués de Vilanant, VIII marqués de Rupit, XVII conde de Belchite, XIX conde de Ribadeo, XVI conde de Salinas, IX conde de Guimerá, VIII conde de Castellflorit, XIII conde de Vallfogona.
- Cayetano de Silva y Fernández de Córdoba (Madrid, 8 de noviembre de 1805-Perpiñán, 25 de enero de 1865), XI marqués de Baides, IX conde de Salvatierra, grande de España; X marqués de Sobroso, XI marqués de Jódar, XIV marqués de Loriana, IX marqués de la Puebla de Ovando, XI marqués de Valero, VII marqués de San Vicente del Barco, grande de España; VI marqués de Fuentehoyuelo, VIII marqués de Ciadoncha, XIII duque de Híjar, grande de España; XVI duque de Aliaga, grande de España; XIV conde de Palma del Río, grande de España; XV conde de Aranda, grande de España; XI marqués de Orani, XVI marqués de Almenara, XX conde de Ribadeo, XVII conde de Salinas.[9]

Casó en Madrid el 11 de enero de 1826 con María de la Soledad Bernuy y Valda (Madrid, 13 de marzo de 1806-Madrid, 3 de enero de 1871), hija de Francisca de Paula Bernuy y Valda, grande de España, y de Ana Agapita de Valda y Teijeiro de Valcárcel, IX marquesa de Valparaíso y V marquesa de Albudeyte, dos veces grande de España, VI condesa de Montealegre.
Rehabilitación en 1919
- María de los Dolores Finat y Carvajal, XII marquesa de Baides.[11]

Casó con Michael Godenthal Valerianu.
- Miguel Valeriano y Finat (6 de noviembre de 1904-1 de noviembre de 1997), XIII marqués de Baides.[12]

Casó con María Josefa Márquez y Yanguas.
- María de los Dolores Valeriano y Márquez (San Sebastián, 7 de marzo de 1939), XIV marquesa de Baides.[13]

Casó con Rafael Cabezas y San Simón, nieto de los condes de San Simón.